# Gordana Vunjak-Novaković

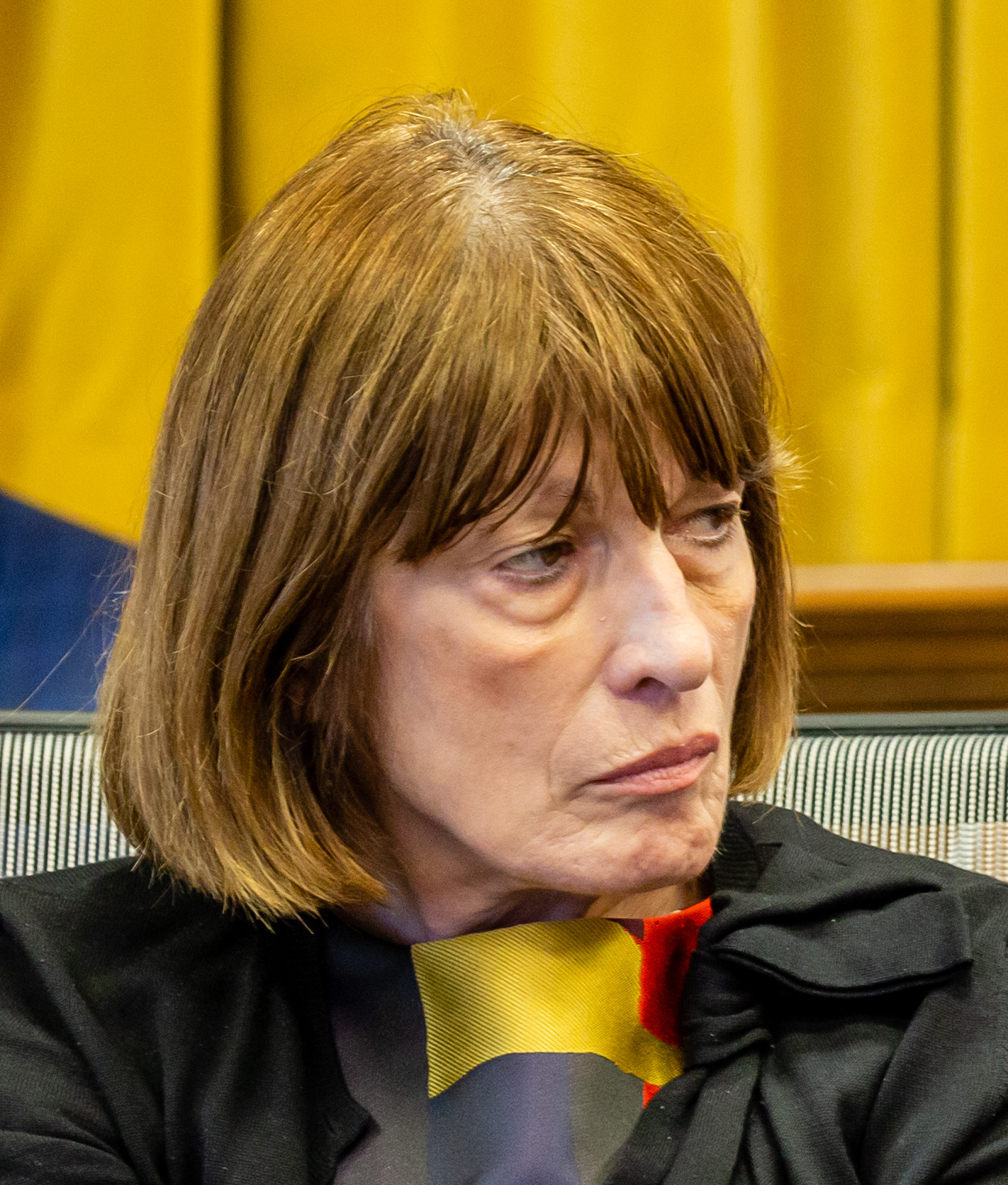
Gordana Vunjak-Novakovic

Gordana Vunjak-Novaković, serbisch-kyrillisch Гордана Вуњак Новаковић (* 26. August 1948 in Belgrad) ist eine serbisch-amerikanische biomedizinische Ingenieurin. Sie ist  Universitätsprofessorin an der Columbia University sowie Professorin der Mikati Foundation für biomedizinische Technik und Medizinische Wissenschaften. Außerdem leitet sie das Labor für Stammzellen und Tissue Engineering an der Columbia University. Sie ist Dozentin am Irving Comprehensive Cancer Center und am Center for Human Development, beide an der Columbia University. Außerdem ist sie Honorarprofessorin an der Fakultät für Technologie und Metallurgie der Universität Belgrad, Honorarprofessorin an der Universität Novi Sad und außerordentliche Professorin am Department of Biomedical Engineering der Tufts University.
Ihr Fokus liegt auf der Entwicklung menschlicher Gewebe für die regenerative Medizin, die Stammzellforschung und die Modellierung von Krankheiten. Zusammen mit ihrem Team hat sie über 500 wissenschaftliche Arbeiten und drei Bücher zum Thema Tissue Engineering veröffentlicht. Gordana Vunjak-Novakovic hat außerdem hunderte Vorträge auf der ganzen Welt gehalten und ist als Erfinderin von zahlreichen lizenzierten, erteilten und angemeldeten Patenten genannt. Aufbauend auf diesen Patenten hat sie vier Biotech-Unternehmen mitgegründet: EpiBone, TARA Biosystems, Xylyx Bio und Immplacate Health. Darüber hinaus ist sie eine häufige Beraterin der US-Regierung zu Tissue Engineering und regenerativer Medizin.

## Leben
Gordana Vunjak-Novakovic erhielt einen Bachelor of Science und einen Master of Science in Chemieingenieurwesen von der Universität Belgrad, wo sie auch promovierte. Nach einem Aufbaustudium in Deutschland kehrte sie als Dozentin an die Universität Belgrad im Fachbereich Chemieingenieurwesen zurück. Von 1986 bis 1987 war sie Fulbright Fellow  am Massachusetts Institute of Technology an der Division of Health Sciences and Technology. Danach wurde sie gleichzeitig als Forscherin am Whitaker College of Health Sciences and Technology am MIT (1993–1998) und als außerordentlicher Professor am Department of Biomedical Engineering der Tufts University (1994–2004) ernannt. 1998 wurde sie hauptberufliche wissenschaftliche Mitarbeiterin an der Harvard-MIT Division of Health Science and Technology, wo sie unter anderem mit dem renommierten biomedizinischen Ingenieur Robert Langer zusammenarbeitete. 2005 nahm sie eine Stelle als ordentliche Professorin am Department of Biomedical Engineering der Columbia University an.
Sie ist mit Branko Novakovic, einem Architekten, verheiratet und hat einen Sohn Stasha, der in Miami Pneumologie und Intensivmedizin praktiziert.

## Forschung
Die zahlreichen wissenschaftlichen Leistungen von Gordana Vunjak-Novakovic haben das Gebiet des Tissue Engineering im Besonderen und das Gebiet der Biomedizintechnik im Allgemeinen maßgeblich beeinflusst. Der Schwerpunkt ihrer Forschung liegt auf der Entwicklung funktioneller menschlicher Gewebe durch den integrierten Einsatz von Stammzellen, Biomaterialgerüsten und Bioreaktoren, bei denen es sich um Kultursysteme handelt, die die Gewebeentwicklung regulieren und stimulieren. In ihrer Arbeit hat sie die theoretischen und experimentellen Grundlagen für die Entwicklung neuer Biomaterialien und Gerüstarchitekturen zur Geweberegeneration gelegt. Zum Beispiel wurde eine Serie von 5 Veröffentlichungen über Bioreaktoren, Aussaat von Polymergerüsten für das Knorpelgewebe-Engineering, Kultivierungsparameter und die Charakterisierung von Gewebekonstrukten, veröffentlicht in den Jahren 1998 und 1999, über 2000 Mal zitiert. Aufbauend auf diesen Bemühungen führte sie weiterhin komplexe zellbiologische Studien durch, die sich mit grundlegenden Problemen wie dem Wachstum und der Differenzierung von Stammzellen für die funktionelle Skelett- und Herzmechanik, dem Wachstum von Säugerzellen in einer Mikrogravitationsumgebung und der Rolle von Chondrozyten in der Biomechanik von Knorpelgewebe. Auf eine Weise ist es ihrer Gruppe gelungen, das Zellwachstum, den Stoffwechsel und die Funktion von manipuliertem menschlichem Gewebe zu kontrollieren. Dies hat ihr höchstes Lob und Anerkennung der wissenschaftlichen Gemeinschaft eingebracht. Jetzt beginnt sie, diese Grundlage in klinische Anwendungen umzusetzen, die einen tiefgreifenden Einfluss auf die Behandlung von Patienten und die medizinische Praxis versprechen.

## Anerkennung
2007 erhielt Gordana Vunjak-Novakovic als erste Ingenieurin die Ehre, die Director’s Lecture am National Institutes of Health zu halten. 2008 wurde sie in die Women in Technology International Hall of Fame aufgenommen und 2009 in die New York Academy of Sciences gewählt. Ein Jahr später erhielt sie den Clemson Award der Society of Biomaterials „für bedeutende Beiträge zur Literatur über die Wissenschaft oder Technologie von Biomaterialien“. Gordana Vunjak-Novakovic ist derzeit im Rat des National Institute of Biomedical Imaging and Bioengineering (NIBIB) tätig und war zuvor Vorsitzende der Fellows of American Institute for Medical and Biological Engineering. Sie ist Fellow der Biomedical Engineering Society, Fellow der American Association for the Advancement of Science (AAAS) und Gründungsmitglied der Tissue Engineering and Regenerative Medicine International Society (TERMIS). Sie ist Mitglied der Academia Europaea (2012), der Serbischen Akademie der Wissenschaften und Künste und einer der 100 führenden globalen Denkerinnen der Außenpolitik im Jahr 2014. Sie ist Trägerin des Robert A. Pritzker Distinguished Lecture Award für 2017 die wichtigste Auszeichnung der Biomedical Engineering Society. Da ihre Forschung in den letzten Jahren erhebliche Durchbrüche erzielt hat, hat ihre Arbeit auch die Vorstellungskraft der Öffentlichkeit erregt und wurde in The New York Times, Scientific American, Forbes Magazine, National Public Radio (NPR) und der BBC vorgestellt.
Im Jahr 2012 wurde sie in die National Academy of Engineering „für Bioreaktorsysteme und Modellierungsansätze für Tissue Engineering und regenerative Medizin“ gewählt und war damit die erste Frau an der Columbia University, die diese prestigeträchtige Auszeichnung erhielt. Zwei Jahre später wurde sie an der National Academy of Medicine und National Academy of Inventors gewählt.
Im Jahr 2017 wurde Gordana Vunjak-Novakovic zum Universitätsprofessor an der Columbia University ernannt, dem höchsten akademischen Rang dieser Universität, die einer kleinen Anzahl von Dozenten vorbehalten ist, die die wichtigsten Beiträge zu ihrem Studiengebiet geleistet haben.
2019 wurde sie in die American Academy of Arts and Sciences gewählt, 2022 in die Royal Society of Canada.
Im Februar 2021 wurde ihr der Sretenje-Orden der Republik Serbien verliehen. Im Juli 2021 wurde ihr der Publikumspreis des Europäischen Erfinderpreises verliehen.